# Tyrrell
Tyrrell je bivša momčad Formule 1.
Momčad je osnovao Ken Tyrrell 1958., a u Formuli 1 se natjecala od 1966. do 1998. Od 1970. je izrađivala svoje bolide. Momčad se neko vrijeme natjecala pod imenom Matra International.